# アニメ監督
アニメ監督（アニメかんとく）は、アニメ制作においてシナリオに従ってアニメーションの制作を指導・統括し、作画及びレイアウトの指導を行い、最終的に一個の作品としてのアニメを完成させる役職。チーフディレクター、シリーズディレクターとも。演出家と表記されることもあり、アニメ監督とは言わば演出家の長である（アニメの「監督」は一般的なテレビ番組における「演出」に、同じく「演出」は「ディレクター」に相当する立場である）。
本項では作品全体を担う「監督」と各パートを担う「演出」の両方を扱う。

## 概要
アニメ制作における監督は作品の方向性を統一するために各話シナリオや演出家の作業を統括する監修職である。
アニメ制作における演出は複数の担当者・工程によっておこなわれる（⇒ #演出）。まず監督が基本的なシリーズ演出方針を定める。次にこの演出方針に従って脚本家が脚本を書く。さらに脚本および監督の演出方針をもとに各パート（各話）の絵コンテマンが絵コンテを割る（詳細は絵コンテ#制作 (アニメ)）。その後、各パート（各話）のプロダクション・ポストプロダクションにおける演出方針を演出処理が管理する（⇒ #演出処理）。
東映アニメーションでは音響作業においての音響監督を演出家が兼ねる体制をとっている。アニメーション黎明期において本来は音響も演出の仕事の範疇であったが、東映以外の会社では分業化されていった歴史があるためである。また東映は他社に比べて演出の権限が強く「各話監督」のような役割が与えられているのも特徴である。故にクレジット上で「監督」を置かず、現場の長は権限の弱いシリーズディレクター・チーフディレクターとクレジットされている。ただし各話演出の権限がやや強い事を除けば作業内容はほぼ他社の監督と同様であり現場でも「監督」と呼称されている。しばしばシリーズディレクターが置かれない作品も存在する。

## 歴史
実写映画の場合、撮影現場はスタッフ、キャストが集まって監督の指示の下に映画を制作する。この場合、監督とは作品の制作の他に現場を統括する管理者である。また人事を監督が行う場合もある。対して演劇の舞台監督は当日の進行を管理し、スケジュールを決定し、キャスト、スタッフの人事管理を行う。演劇の内容を担当するのは主に演出家である。
アニメーションそのものの黎明期において、アニメーションは個人あるいは少人数での制作が殆どで、アニメーター=演出家と言えるものであった。アニメの場合は、アニメ黎明期のアニメ監督は人事やスケジュール管理は関与することがなかったので「監督」とは呼ばれず、演劇と同じように「演出」と呼ばれた。その後初期の日本製のアニメーション映画で実写映画と同じように監督とクレジットされることが慣例化されるようになった。またテレビアニメの場合、3ヶ月〜1年の長期に渡って放映されるため、作品の方向性を統一するために各話別のシナリオや演出家の作業を統括する監修者の存在が必要となった。当初その役職はチーフディレクター、シリーズディレクターとも呼ばれたが、東映アニメーション作品を除き80年代以降は概ね「監督」で統一された。

## 演出
アニメ制作における演出（）には複数の意味があり、以下のいずれかを指している：
- 演出作業と表現: 対象を効果的に伝える工夫・見せ方[4]。作品のあらゆるレベルに演出が掛けられている[4]。
- 演出スタッフ: 作品の表現に統一と調和を与える作業・役職の総称。監督・絵コンテマン・演出処理が主[5]。
- 演出処理: 個別パートのプロダクション・ポストプロダクションにおいて演出方針を管理する役職[1]。

## 演出処理
アニメ制作における演出処理（）は作品の個別パートの演出方針を管理する役職である。単に演出（）とも。
わかりやすくいえば演出処理とは個別パート・各話の監督である。アニメを構成する作画・背景・彩色・撮影・音響などの各部門はそれぞれが独自の価値観で「良い」ものを作るのではなく、1つの作品として同じ価値基準・方向性をもつ必要がある。何をどう見せるかとはすなわち演出方針であり、演出処理はこれを管理する。そのため演出処理は様々な役職のスタッフと打ち合わせをおこなう。全部門の統合が目的であるため1パートに配置される演出処理の人数はごく僅かであり、基本的には1人である。
演出処理には各部門の制作に関する知識が求められる。現代のアニメ作品は1カット作るのにも膨大な労力が掛かるため、演出方針を示すにあたって適切なコストパフォーマンスを意識する必要があり、そのためには知識が必要である。例えば演出上重要ではない握手のカットで実写映画的には自然な演技を提示したがそれが非常に高い作画難易度だった、というケースがありうる。

### 工程
演出処理は様々な工程に関与する。以下はその一例である：
- 演打ち
- 作監打ち: 作画監督へカットの演出意図を伝え、作画方針を練る
- 撮影打ち: 撮影監督へカットの演出意図を伝え、撮影方針を練る
- 作打ち
- レイアウト演出チェック
- 原画チェック
- 編集
- アフレコ
- ダビング: チェックが主
- ラッシュチェック

### 演出打ち合わせ
演出打ち合わせ（）は監督-演出処理間の個別パートにおける演出方針の打ち合わせである。演打ち（）とも。
演打ちには作品全体の演出方針を決定する監督と個別パートの演出コントロールを担う演出処理が参加する。演打ちは絵コンテをベースにおこなわれ、全体の演出方針や個別パートの重要カットの意図などが監督から演出処理へ伝えられる。ここですり合わせがおこなわれ、これをもとに演出処理が個別パートの演出コントロールを担う。

### その他
美術、色指定の打ち合わせ作業（色背打ち）
そのシーンに置ける背景のイメージやセルの色合い等を決めていく作業である。両者の合わせが必要なため、通常は美術と色の打ち合わせが同時に行われ、デジタル時代になってからは撮影監督も立ち会って撮影の打ち合わせを並行で行う場合もある。
ダビング差し替え、マーキング
本来のアニメ制作の流れで行けば音響作業は映像が完全に出来上がってから行われるものだったが、上記のスケジュール圧迫の影響もあり不完全な状態で音響に臨むパターンが多い。特にダビングに関しては不完全状態では難しいため、それまでにできるだけ良い状態にする必要があり、その際の編集での映像差し替えに演出家が立ち会って不備がある部分や変更点などに指示を出していく。この時、効果音を入れてほしい場所に印を入れていく作業をマーキングと呼ぶ。この2つの言葉は示す作業内容の意味は違うものの、どちらか一方だけを行うという状況は考えにくいため、現場ではほぼ同義語である。
予告編のカット選び
予告編に使うカットを選ぶのも演出家の仕事である。完成済みのカットがない場合は予告用に予告優先カットを選び、先行で作業するように指示をする。時間がない場合は編集マンにカット選びを一任するケースもある。
撮出し
撮影出しとも。上がってきたセル画と背景を合わせて撮影前の最終チェック。素材のデジタル化以降は行われないことが殆どだが、撮影打ち合わせをアナログ時代より綿密に行うようになっている。

## 演出家の出身職業
演出家は必ずしも人並み以上に絵が描ける必要は無いが、アニメーターとしてある程度の経験を持った人間がそのまま演出家になるというパターンが多く、その傾向は現在も続いている。一方、東映動画は実写映画の助監督のように演出助手を募集しており、高畑勲のように、絵は描けずともはじめから演出助手として採用された上で演出に昇格するというパターンもあった（現在の東映アニメーションでもそのシステムは引き継がれている。また試験を受ければ社内のどのセクションからも演出に転身出来るようになっている）。
1961年に設立された虫プロでは、初期は東映から移籍してきた杉井ギサブローなどアニメーター出身の演出が殆どだったものの、富野由悠季や高橋良輔などの制作進行出身のアニメ演出家が登場し、以降業界では制作進行から演出家になるという流れも一般化した。また、設立当初から分業化を進めていたタツノコプロにおいては、押井守のようにいきなり演出として採用されることもあった。
90年代までは基本的に東映の演出助手経験者、アニメーターあるいは制作進行が演出家になるパターンが多く、それ以外の職種からの転身はそれほど見られなかったが、00年代になってデジタル化が進むと撮影やCG出身の演出家も多く輩出されるようになった。これは現代のアニメの画作りにおいては撮影マンやCGクリエイターの技術に頼る事が多くなってきており、演出家にはデジタル映像技術への理解が必要不可欠となってきているためである。

## 演出助手
アニメの制作スタッフにおける演出助手（）は演出を補佐する役職である。演助（）とも。
演出助手は映画で言うところの助監督に近い立場である。演出に付いて全体の作業を助け、撮出しやリテイクなどの雑務を演出に代わって行う。かつては演出家になるため、この仕事を経験する必要があった。しかし現在、制度としての演出助手が残っているのは東映アニメーションだけで、他社ではこの肩書きを持つ制作がいることがあっても殆どは勉強中の「演出家見習い」程度の意味である。
未経験から演出助手を採用するケースは2023年時点では極めて稀である。